# Kodeks Atlantycki

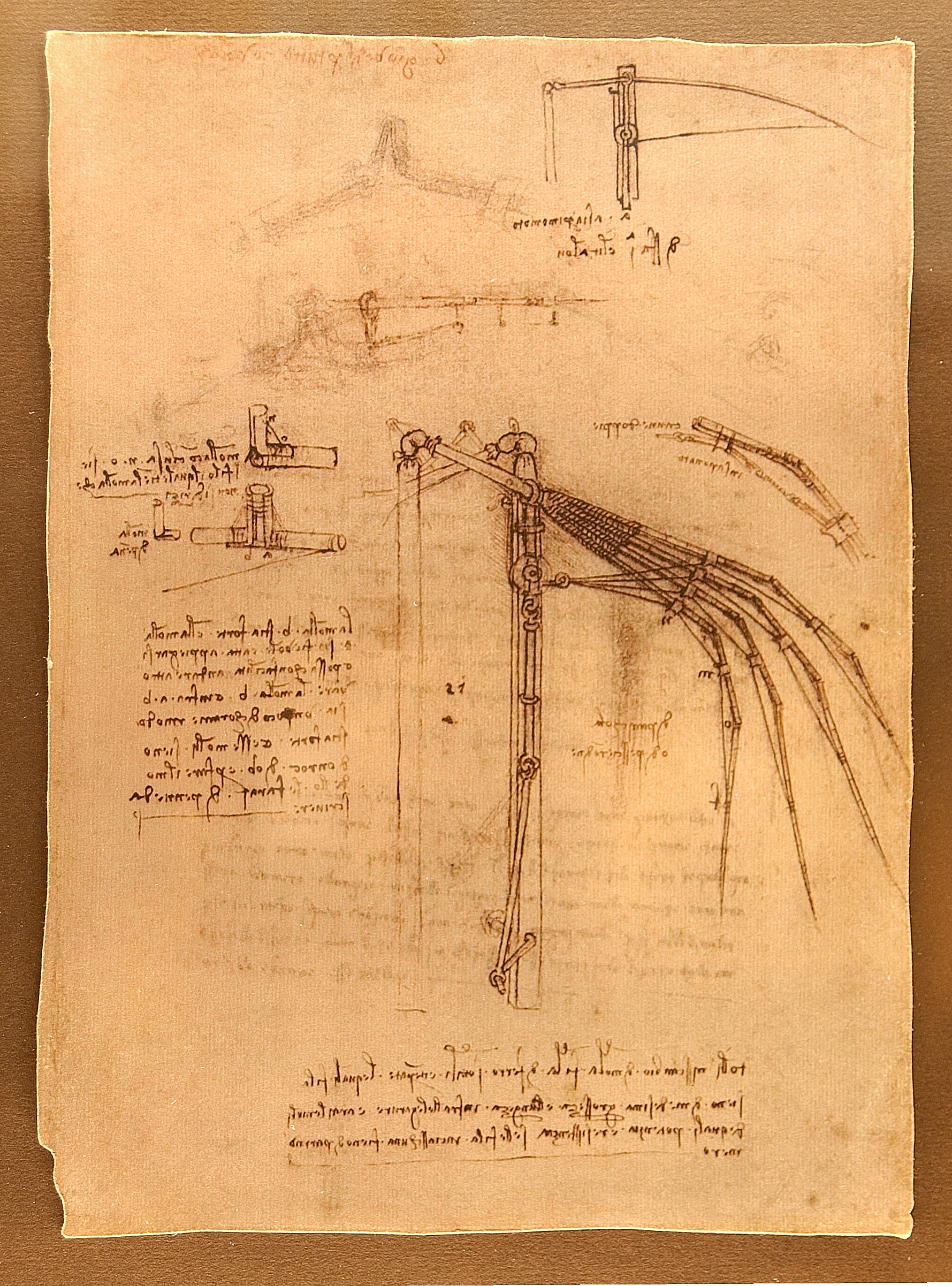
Projekt latającej maszyny zamieszczony w Kodeksie Atlantyckim

Kodeks Atlantycki (Codex Atlanticus) – największy zbiór notatek Leonarda da Vinci, który powstał w latach 1478–1518. Kodeks znajduje się w Bibliotece Ambrozjańskiej w Mediolanie. Uchodzi za najsłynniejszy zbiór notatek Leonarda.
Notatki wchodzące w skład Kodeksu Atlantyckiego ułożono w dwanaście tomów. Kodeks zawiera informacje z różnych dziedzin nauki, m.in.: hydrologii, inżynierii, malarstwa, anatomii, matematyki, astronomii, filozofii, mechaniki, geografii, fizyki, botaniki, chemii, a także bajki, listy, opisy fikcyjnych wypraw, przemyślenia i projekty odzieży.
W Kodeksie znalazły się studia na temat zmian figur geometrycznych zbudowanych z linii krzywych. Powstały one pod koniec życia Leonarda. Większość ze studiów zawiera tytuł De ludo geometrico (Rozrywki geometryczne). W Kodeksie znajduje się również m.in. rysunek skrzydła maszyny latającej oraz notatka Leonarda o zapytanie francuskiego mistrza rysunku tuszem Jeana Perréala o metody wykorzystywania welinu. Zapis ten był używany podczas ustalania autorstwa rysunku La Bella Principessa.
Spośród maszyn zaprojektowanych przez Leonarda i umieszczonych w Kodeksie Atlantyckim znajdują się również projekty katapult, rysunki dźwigów i wyciągów Filippa Brunelleschiego oraz projekty urządzeń służących do uwalniania ludzi z więzienia. Projekty dźwigów i wyciągów wiążą się z operacją umieszczenia dwutomowej kuli z miedzi na katedrze Santa Maria del Fiore we Florencji.
W Kodeksie znalazły się również notatki prywatne Leonarda. Z około 1505 roku pochodzi zapis Quando io faci domeneddio putto voi mi metteste in prigione, ora s’io lo grande voi mi farete pegio (Kiedy wykonałem Chrystusa-dziecko, wtrąciliście mnie do więzienia, gdybym więc teraz ukazał Go dorosłego, postąpicie ze mną jeszcze gorzej). Enigmatyczny zapis może odwoływać się do oskarżenia Leonarda o utrzymywanie kontaktów homoseksualnych z Jacopo Saltarellim, który zdaniem Smiraglii Scognamiglia korzystał z usług Saltarellego jako modela. Na innej ze stron znalazł się rysunek dwóch penisów. Jeden z nich jest podpisany jako Salai. Narysowany przypuszczalnie przez uczniów Leonarda rysunek jest kpiną z relacji artysty z Giacomo Caprottim, uczniem i kochankiem Leonarda.
Na mocy testamentu po śmierci Leonarda notatki odziedziczył jego uczeń Francesco Melzi. Zbiór trzymał w wilii w Vaprio D’Adda pod Mediolanem do swojej śmierci w 1570 roku. Pod koniec XVI wieku potomkowie Melziego sprzedali zbiór rzeźbiarzowi i bibliofilowi Pompeo Leoniemu. Porządkując notatki Leoni kierował się nie precyzyjnymi kryteriami, a estetyką. Po śmierci Leoniego kodeks kupił markiz Galeazzo Arconati. W 1637 roku zdecydował się przekazać Kodeks Bibliotece Ambrozjańskiej w Mediolanie. Po zdobyciu Mediolanu przez Napoleona Bonaparte w 1796 roku zbiór przeniesiono do Luwru. Po 1815 roku Kodeks wrócił do Mediolanu. W latach 1962–1970 notatki ułożono w nowym porządku, w 12 masywnych tomów. W 1968 przeprowadzono renowację zbioru. Zachowano oryginalną kolejność kart wprowadzoną przez Leoniego.
Pierwotnie Kodeks liczył 401 kart dużego formatu o wymiarach 645 × 435 mm. Zbiór liczył 401 kart. Obecna wersja kodeksu zawiera 2238 stron zawierających 1750 rysunków. Różnica w liczbie wynikała z dołączania na przestrzeni lat mniejszych kart. Podczas prac porządkowych w latach 60. XX wieku mniejsze karty oddzielono.